# Super Bomberman
Super Bomberman (スーパーボンバーマン Sūpā Bonbāman?) är ett SNES-spel. Spelet utkom 1993, och innehåller möjligheten till fyrspelarläge.

### Fotnoter
1. 1 2 3  ”Super Bomberman”. Gamefaqs. 13 mars 1993. Arkiverad från originalet den 5 juni 2012. https://web.archive.org/web/20120605151157/http://www.gamefaqs.com/snes/588720-super-bomberman/data. Läst 30 april 2014.
2. ↑  ”Super Bomberman” (på svenska). Nintendomagasinet (Kungsbacka: Atlantic) (1 1994):  sid. 30-31. januari 1994. Läst 30 april 2014.